# أختر حميد خان
اختر حميد خان (15 يوليو 1914 - 9 أكتوبر 1999) كان عالمًا اجتماعيًا وممارس تنمية باكستانيًا. روّج للتنمية الريفية في باكستان ودول نامية أخرى، ودعا على نطاق واسع إلى إشراك المجتمع في التنمية. كان إسهامه تحديدًا هو تأسيس مشروع شامل للتنمية الريفية، نموذج الكوميلا (1959). أكسبه النموذج جائزة “رامون ماغسيسي” من الفلبين بالإضافة إلى دكتوراة شرفية في المحاماة من جامعة ولاية ميشيغان.
في الثمانينات بدأ مبادرة تنمية مجتمعية “مشروع أورنجي الريادي”، في ضواحي كراتشي، والذي أصبح نموذجًا لمبادرات التنمية الإشراكية. قام أيضًا بإدارة عدة برامج، من القروض الصغرى إلى التمويل الذاتي ومن توفير المساكن إلى تنظيم النسل، للمجتمعات الريفية والعشوائيات المدنية. أكسبته تقديرًا دوليًا ومراتب شرف في باكستان. خان كان طلقًا في سبعة لغات ولهجات على الأقل. وبالإضافة إلى العديد من الكتب والمقالات العلمية قام أيضًا بنشر دواوين شعرية وسفرنامات بالأوردو.

## النشأة
ولد خان في 15 يوليو 1914 في أغرة. كان من بين الأربع أبناء والثلاثة بنات للخانصاحب أمير محمد خان ومحمودة بيغم. أبوه، الذي عمل مفتشًا بوليسيًا، ألهم من قبل الفكر الإصلاحي للسيد أحمد خان. في سنه المبكر، عرّفته أمّه بشعر مولانا حالى ومحمد إقبال، خطب أبو الكلام آزاد، والفلسفة الصوفية لرومي. هذه النشأة أثرت في اهتمامه بالقضايا الاجتماعية والاقتصادية والسياسية، المعاصرة والتاريخية.
حضر خان مدرسة الحكومة في مدينة جلام في أتر برديش، وأكمل دراسته في جامعة أغرة عام 1930، حيث درس الأدب الإنجليزي والتاريخ. قرأ الأدب الإنجليزي والتاريخ والفلسفة للحصول على شهادة فنون من جامعة ميروت في 1932. في ذلك الحين، شخّصت أمه بمرض السل وتوفيت في نفس العام بعمر نازه الستة وثلاثين. خان أكمل دراسته وأهدي شهادة ماجستير فنون في الأدب الإنجليزي من جامعة أغرة عام 1934. عمل كمحاضر في جامعة ميروت قبل أن ينضم للخدمة المدنية الهندية في 1936. كجزء من تدريبه في الخدمة، أرسل لقراءة التاريخ والأدب في كلية ماجدالين في كامبرج إنجلترا. خلال بقائه، كوّن علاقة حميمة مع چودهري رحمت على.
تزوج خان حميدة بيغم في 1940 وأنجبا ثلاثة بنات (مريم، أمينة، ورشيدة) وابنًا (أكبر). بعد موت حميدة بيغم في 1966، تزوج شفيق خان وأنجب منها ابنة واحدة (عائشة). خلال عمله في الخدمة المدنية، عمل خان كجامع للدخل، ممّا وضعه في تواصل مستمر مع حالات المعيشة في المناطق الريفية في شرق البنغال. مجاعة البنغال في 1943 والتعامل غير الكافي مع الحالة دفعه للاستقالة من الخدمة المدنية في 1945. كتب في الأمر: “علمت أني إن لم أفلت وأنا شاب نشيط فسأعلق أبدًا في المصيدة وينتهي حالي بيروقراطي رفيع المنصب”. خلال هذه الفترة، تأثر بفلسفة نيتشه ومشرقي، وانضم لحركة الخكسر. ثم انسحب بعد فترة وجيزة واتجه للصوفية. وحسب خان: “كان لدي قلق شخصي بالغ؛ أردت أن أعيش حياة بمنأى عن الخوف والتوتر، حياةً هادئة ساكنة، … ، وحين اتبعت نصائح شيوخ صوفيين وحكماء وحاولت كبح طمعي وكبريائي وتعصّبي، اندثرت مخاوفي وأجزاعي وشقائي.”
في السنتين التاليتين، عمل خان في قرية مامولة قرب عليغره كعامل يدوي مما زوّده بمعرفة أولية بمشاكل وقضايا السكان الريفيين. في 1947، اتخذ منصبًا تعليميًا في جامعة مليه في دلهي حيث عمل ثلاثة سنين. في عام 1950هاجر لباكستان للتعليم في الكلية الإسلامية في كاراتشي، وفي نفس السنة دعي من قبل حكومة باكستان ليصبح مدير كلية كوميلا فيكتوريا شرق باكستان حيث بقي مدة ثمانية سنين ترأس خلالها أيضًا منظمة شرق باكستان للمعلمين الغير حكوميين.

## مبادرات التنمية الريفية
خلال فترة توليه منصب مدير كلية كوميلا فيكتوريا، تكوّن لدى خان اهتمام خاص بالأعمال الشعبية. بين عامي 1954 و 1955، أخذ إجازة للعمل كمدير لبرنامج التنمية الزراعية والصناعية للقرى V-AID)) ومع ذلك، لم يكن راضٍ عن نهج التنمية المعتمد في البرنامج الذي كان يقتصر على تدريب القرويين. في عام 1958، ذهب إلى جامعة ولاية ميشيغان للحصول على التعليم والتدريب في مجال التنمية الريفية. بعد عودته في عام 1959، قام بتأسيس أكاديمية باكستان للتنمية الريفية (PARD) في كوميلا يوم 27 مايو عام 1959، كما عين كمديرها التأسيسي. كما وضع حجر الأساس لمشروع كوميلا التعاوني التجريبي في عام 1959. وفي عام 1963، حصل على جائزة ماجسايساى رامون من حكومة الفلبين لخدماته في مجال التنمية الريفية. أصبح خان نائب رئيس مجلس محافظي PARD في عام 1964، وفي العام نفسه، تم منحه شهادة الدكتوراه الفخرية في القانون من جامعة ولاية ميشيغان. وفي عام 1969، ألقى سلسلة من المحاضرات في كلية وودرو ويلسون، جامعة برينستون، استنادا إلى تجربته مع المتعاونين الريفيين. وخلال الزيارة، قام بتأسيس علاقات تعاون مع آرثر لويس.
لدى عودته إلى باكستان الشرقية، ظل خان متعلقًا بمشروع كوميلا حتى عام 1971 عندما أصبحت باكستان الشرقية بنغلاديش. في نهاية المطاف، انتقل خان إلى باكستان. تم تغيير اسم PARD إلى أكاديمية بانغلادش للتنمية الريفية (BARD).

## الأدوار الاستشارية
بعد انتقاله إلى باكستان طلب من خان تنفيذ نموذج كوميلا في المستوطنات الريفية في مقاطعة الحدود الشمالية الغربية (الآن خيبر باختونخوا)، البنجاب، والسند. قام برفض العرض بحجة أن المقترحات كان دافعها في الغالب المصالح السياسية بدلا من المصلحة العامة. ومع ذلك، استمر في تقديم المشورة للسلطات على مختلف جوانب التنمية الريفية، مثل إدارة الري بالمشاركة. كما عمل باحثا في جامعة الزراعة في فيصلأباد من عام 1971 إلى 1972، ومديرا لمشروع أبحاث الاقتصاد الريفي في جامعة كراتشي من عام 1972 إلى عام 1973. وذهب خان إلى جامعة ولاية ميشيغان كأستاذ زائر في عام 1973 وبقي هناك حتى عام 1979. وخلال هذا الوقت، استمر بتقديم المشورة لأكاديمية التنمية الريفية في بوجرا في شمال بنغلاديش، وأكاديمية باكستان للتنمية الريفية في بيشاور، ضمن برنامج دواودزاي للتنمية الريفية المتكاملة. سافر على نطاق واسع خلال هذه الفترة كمتحدث أو مستشار في برامج التنمية الريفية في جميع أنحاء العالم. وفي عام 1974، تم تعيينه مستشارا للبنك الدولي لدراسة أوضاع التنمية الريفية في جاوة، اندونيسيا. كما أنه عمل لفترة وجيزة كأستاذ زائر في جامعة لوند، جامعة هارفارد، وجامعة أكسفورد.
في عام 1980، انتقل خان إلى كراتشي وبدأ بالعمل على تحسين الظروف الصحية في ضواحي كراتشي. وقام بوضع أسس مشروع أورانجي التجريبي (OPP) لأكبر منطقة عشاوائية في مدينة أورانجي. وظل مرتبطًا بهذا المشروع حتى وفاته في عام 1999. وفي الوقت نفسه، أصر على دعمه للمجتمعات الريفية في جميع أنحاء كراتشي، وساعد أيضا على تطوير برنامج الآغا خان للدعم الريفي، وأصبح OPP نموذجا لمبادرات التنمية التشاركية التصاعدية.

## أهم البرامج التنموية

### مشروع كوميلا التعاوني التجريبي
كان نموذج كوميلا (1959) مبادرة خان ردا على فشل برنامج التنمية الزراعية والصناعية للقرى (V-AID) الذي انطلق في عام 1953 في شرق وغرب باكستان بمساعدة تقنية من الحكومة الأمريكية. اسمتر V-AID كمحاولة على المستوى الحكومي لتعزيز مشاركة المواطنين في مجال التنمية الريفية. أطلق خان المشروع في عام 1959 بعد عودته من ولاية ميشيغان، ووضع منهجية التنفيذ في مجالات التنمية الزراعية والريفية بناء على مبدأ المشاركة الشعبية. بدايةً، كان الهدف توفير نموذج تطوير البرامج والمؤسسات التي يمكن محاكاتها في جميع أنحاء البلاد. وقُدِّم الدعم الاستشاري في هذا الصدد من قبل خبراء من جامعتي هارفارد وولاية ميشيغان، ومؤسسة فورد، والوكالة الأمريكية للتنمية. كما طُلبت المساعدة عملية من اليابان أيضًا لتحسين التقنيات الزراعية المحلية.
نموذج كوميلا عالج في وقت واحد المشاكل التي نجمت عن عدم كفاءة كل من البنية التحتية والمؤسسات المحلية من خلال مجموعة من البرامج المتكاملة. تضمنت المبادرات إنشاء: مركز للتدريب والتنمية؛ برنامج أعمال تصريف الطرق؛ برنامج ري لامركزي على نطاق صغير؛ ونظام تعاوني ثنائي مع تعاونيات أولية تعمل في القرى، والاتحادات العاملة على مستوى المحافظات.
بعد رحيل خان من كوميلا، فشل نموذج التعاونية في بنغلاديش المستقلة لأنه لم يتمكن سوى عدد قليل من الفئات المهنية من تحقيق النجاح المنشود. وبحلول عام 1979، فقط 61 من الـ400 تعاونية كانت عاملة. كان النموذج قد وقع في الواقع فريسة للضوابط الغير فعالة داخليًا وخارجيًا، والركود، وتحويل الأموال. وهذا ما دفع العلماء والممارسين اللاحقين في مجال التمويل الأصغر، مثل محمد يونس من بنك جرامين وفاضل حسن عابد من براك، إلى التخلي عن النهج تعاوني لصالح الهياكل توصيل الخدمة سلطة أكثر تمركزًا. استهدفت الإستراتيجية جديدة أفقر سكان القرية، مع استثناء "الأقل فقرًا”. ومع ذلك، ظلت مهارات خان القيادية خلال ارتباطه بالمشروع مصدر إلهام لهؤلاء القادة، فضلا عن غيرها من مبادرات التنمية التشاركية في البلد.

### مشروع أورانجي التجريبي
بدأ مشروع أورانجي لردع الفقر (المعروف باسم مشروع أورانجي التجريبي، أو OPP) من قبل خان كمنظمة غير حكومية في عام 1980. تقع مدنية أورانجي في أطراف شمال غرب كراتشي. في ذلك الوقت، كانت أكبر المستوطنات ممّا يقارب الـ650 مستوطنةً عشوائية ذات الدخل المنخفض (والمعروفة باسم (كاتشي العبادي)). وقد كانت المنطقة قد بنيت لأول مرة في عام 1963 كبلدة حكومية من 5 كيلومتر مربع. تدفق المهاجرين بعد إنشاء بنغلاديش أورم المنطقة إلى حوالي مليون شخص مزحومين في مساحة أكثر من 32 كيلومترا مربعا. وتألف سكّان الطبقة العاملة في الغالب من العمال اليدويين والحرفيين وأصحاب المتاجر الصغيرة والباعة المتجولين وعمال مكتبيين ذوي دخل منخفض. أضحى المشروع قوة دافعة للتنمية الاجتماعية والاقتصادية لسكان المنطقة. كمدير المشروع، أثبت خان نفسه كقائد مبدع ومبتكر. ركز المشروع في البداية على إنشاء نظام المجاري تحت الأرض، وذلك باستخدام المواد والعمال المحليين، ونجح في وضع مئات الكيلومترات من أنابيب الصرف الصحي بالإضافة إلى المرافق. وفي غضون عقد من المبادرة كان لدى السكان المحليين المدارس والعيادات الصحية ومراكز عمل المرأة والجمعيات التعاونية ومنظمة ائتمانية لتمويل مشاريع المؤسسة. وبحلول عام 1993، تمكنت OPP من توفير شبكات الصرف الصحي المنخفضة التكلفة لأكثر من 72000 منزلا. وتفرع المشروع لاحقا إلى عدد من البرامج، بما فيها برنامج صرف صحي منخفض التكلفة شعبي التمويل؛ برنامج إسكان؛ برنامج صحة وتنظيم الأسرة؛ برنامج ائتماني لوحدات الأسر الصغيرة؛ برنامج تعليم؛ وبرنامج للتنمية الريفية في القرى المجاورة.
مقارنًا برنامج OPP مع مشروع كوميلا، علق أختار حميد خان ذات مرة:
كان المشروع التجريبي أورانجي مختلفة جدا عن أكاديمية كوميلا. كان OPP هيئة خاصة، تعتمد لميزانيتها ثابتة صغيرة على منظمة لاحكومية أخرى. الموارد الهائلة والدعم من الحكومة والمستشارين من هارفارد، جامعة ولاية ميشيغان، ومؤسسة فورد كان في عداد المفقودين. لم يمتلك OPP أي سلطة، ولا عقوبات. كان يستطيع أن يراقب ويحقق لكنه كان فقط يشير ولا ينفّذ.
أصبح نموذج OPP الناجح مصدر إلهام للبلديات الأخرى في جميع أنحاء البلاد. في عام 1999، ساعد خان لخلق مشروع لوذران التجريبي (LPP) للتعاون مع لجنة بلدية لوذران. بالخبرة من التجارب السابقة، تمدد نطاق المشروع ليشمل لبلدة بأكملها بدلا من التركيز على المستوطنات ذات الدخل المنخفض فقط. وكانت الشراكة البلدية نفسها مبادرة جديدة تضمن تعاونًا مدنيًا أوسع.
لكن نجاح OPP أتى بتكلفة على الدكتور خان حيث أن آرائه الليبرالية ومبادراته للمساعدة الذاتية تم انتقادها من قبل بعض الجماعات ذات مصالح معينة. في مناسبتين، اتهم بالكفر. ومع ذلك، تمت تبرئة جميع الاتهامات الموجهة له من قبل المحاكم وتطهيرها من قبل علماء الدين المستقلين.

## موته وإرثه
في عام 1999، كان خان يزور عائلته في الولايات المتحدة حين أصيب بالفشل كلوي. مات من احتشاء عضلة القلب في 9 تشرين الأول في انديانابوليس في سن ال85. نقلت جثته جوًا إلى كراتشي في 15 تشرين الأول، حيث دفن على أراض مكتب الOPP.
كان فكر خان ومهاراته القيادية مصدر إلهام لطلابه وزملائه، ويستمر بالخدمة كمبادئ حياتية حتى بعد وفاته. إدغار أوينز، الذي أعجب بفكر خان بينما كان يعمل في مكتب آسيا للوكالة الأمريكية للتنمية، قام بتأليف كتاب مع روبرت شو عن الملاحظات والمناقشات مع خان في أكاديمية كوميلا. أهديت دراسة لاحقة عن مختلف تجارب التنمية الريفية من جنوب آسيا حرراه أبهوف وكامبل لكل من خان وأوينز.
بعد فترة وجيزة من بعد وفاة خان، في 10 أبريل 2000، أعادت حكومة باكستان تسمية المركز الوطني للتنمية الريفية لتسميته مركز أختار حميد خان الوطني للتنمية الريفية وإدارة البلدية. وفي العام نفسه، تم تأسيس مركز موارد أختار حميد خان في إسلام آباد، تحت رعاية معهد الإدارة الريفية، بوصفه مستودعا للموارد المنشورة والرقمية على التنمية الريفية. وفي وقت لاحق في عام 2005، أعلن مجلس العلوم الاجتماعية في باكستان، بالتعاون مع البرنامج الوطني للدعم الريفي وغيرهم من المؤسسات، عن جائزة أختار حميد خان التذكارية. وتمنح الجائزة النقدية السنوية في ميلاد خان إلى كاتب الباكستاني لكتاب حول القضايا المتعلقة بالتنمية الريفية والحضرية، والسلام، وتخفيف حدة الفقر، والعنصرية الجنسية. بمناسبة حفل تسليم الجائزة في عام 2006، عرض لأول مرة فيلم وثائقي عن حياة وأخبار أختار حميد خان. ويشمل الفيلم لقطات أرشيفية ومقابلات مع أفراد العائلة، والزملاء، والمساهمين والمستفيدين من مشاريع كوميلا وOPP.

## الجوائز
تلقى خان الجوائز المدنية التالية:
- جائزة جِنة (بعد الوفاة، 2004) لخدمة الناس، كمؤسس مشروع أورانجي.
- جائزة نشان امتياز (بعد الوفاة، 2001) لخدمة المجتمع.
- جائزة رامون ماجسايساى (31 أغسطس 1963، مانيلا، الفلبين) للخدمة في التنمية الريفية.
- جائزة نشان پاكستان (1961) للعمل الريادي في التنمية الريفية

## المنشورات
كان خان طلقًا في اللغة العربية والبنغالية والإنجليزية والهندية والبالي والفارسية والأوردو. كتب عدة تقارير والدراسات المتعلقة غالبًا بالتنمية الريفية بشكل عام أو عن مبادراته الناجحة المتعددة بشكل خاص. كما ألف دواوين شعرية وروايات رحلات بالأوردو.